# Johann Georg (Hohenzollern-Hechingen)
Johann Georg von Hohenzollern-Hechingen (* 1577 in Hechingen; † 28. September 1623 ebenda) war der erste Fürst von Hohenzollern-Hechingen.

## Leben
Johann Georg war der einzige überlebende Sohn des Grafen Eitel Friedrich I. von Hohenzollern-Hechingen (1545–1605) aus dessen zweiter Ehe mit Sibylle (1558–1599), Tochter des Grafen Froben Christoph von Zimmern. Johann Georg wuchs bei seinen brandenburgischen Verwandten am Hof von Berlin auf.

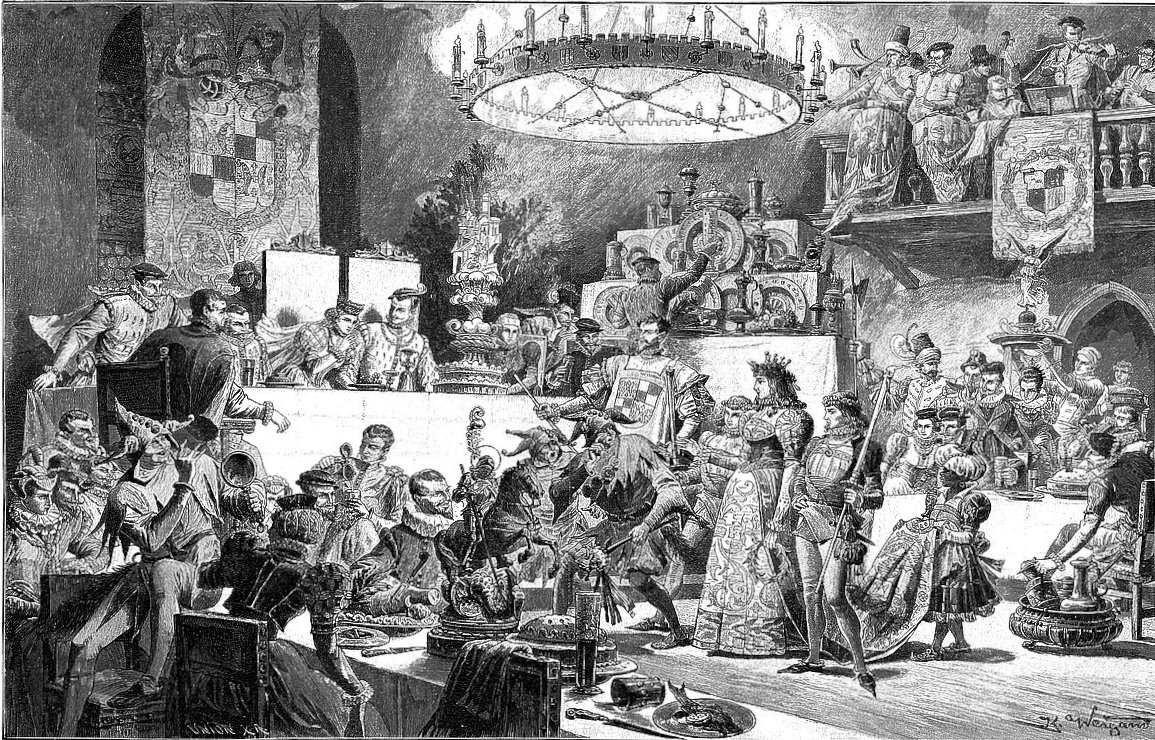
Die als Hohenzollerische Hochzeit bekannt gewordene Vermählung Johann Georgs

Er heiratete am 11. Oktober 1598 in Hechingen Franziska († 1619), Tochter des Grafen Friedrich I. von Salm, Wild- und Rheingraf in Neufville. Johann Georg stand als Katholik treu auf der Seite des Kaisers und bekleidete von 1603 bis 1605 das Amt des Reichskammergerichtspräsidenten und später das Amt des Reichshofratspräsidenten. Letztere Funktion erwies sich als hilfreich, nachdem er bei einer militärischen Auseinandersetzung mit Georg Dietrich von Westerstetten unberechtigt württembergisches Hoheitsgebiet betreten hatte. Er vertrat auf den Reichstagen das österreichische Haus und versuchte gemeinsam mit Johannes Pistorius Markgraf Georg Friedrich von Baden für die katholische Kirche zurückzugewinnen. 1609 war Johann Georg Sondergesandter des Kaisers am französischen Hof, auf seiner Rückreise traf er in Brüssel mit Erzherzog Albrecht zusammen, mit dem er in engem brieflichen Kontakt blieb. Wegen seines geringen Gehalts und Auseinandersetzungen mit Kardinal Khlesl reichte Johann Georg 1612/13 dreimal seinen Rücktritt ein, dem allerdings nicht entsprochen wurde. 1614 wurde er nochmals in erfolgreicher Mission als Gesandter nach Frankreich geschickt.
Seit 1620 Ritter des Orden vom Goldenen Vlies, wurde Johann Georg am 23. März 1623 durch Kaiser Ferdinand II. in den Reichsfürstenstand erhoben. Johann Georgs Herrschaft wurde damit gefürstet und zum Allodium erhoben. Im Gegensatz zu einem Lehen bedeutete freies Eigentum an einer gefürsteten Grafschaft Unabhängigkeit von Kaiser und Reich. Die Erhebung erfolgte gemeinsam mit 22 anderen Reichsgrafen, darunter auch die Grafen von Hohenzollern-Sigmaringen und Hohenzollern-Haigerloch. Ferdinand versuchte durch die Erhebung der katholischen Grafen von Hohenzollern das Gleichgewicht zwischen Katholiken und Protestanten im Reich wiederherzustellen.
Im Jahr 1623 ließ Johann Georg, der als talentvoll und wissenschaftlich gebildet beschrieben wurde, auf der Burg Hohenzollern Basteien anlegen.

## Nachkommen
Aus seiner Ehe hatte Johann Georg folgende Kinder:
- Karl (*/† 1599)
- Sibylle († 1621)

⚭ 1615 Ernst von der Marck, Graf von Schleiden (1590–1654)
- Franziska Katharina († 1665)

⚭ 1619 Graf Jakob Hannibal II. von Hohenems (1595–1646)
- Eitel Friedrich II. (1601–1661), Fürst von Hohenzollern-Hechingen

⚭ 1630 Gräfin Elisabeth van Berg-s'Heerenberg, Markgräfin und Erbin von Bergen op Zoom (1613–1671)
- Johann Friedrich (*/† 1602)
- Anna Maria (1603–1652)

⚭ Landgraf Egon VIII. von Fürstenberg in Heiligenberg (1588–1635)
- Georg Friedrich († 1633), gefallen
- Marie Domina († jung)
- Katharina Ursula (1610–1640)

⚭ 1624 Markgraf Wilhelm von Baden-Baden (1593–1677)
- Marie Renate († 1637)

⚭ 1625 Graf Hugo von Königsegg-Rothenfels (1595–1666)
- Maximiliane († 1639)

⚭ Johann Franz von Trautson, Graf von Falkenstein (1609–1663)
- Leopold Friedrich († 1659), Domherr in Köln
- Maria Anna (1614–1670)

⚭ 1630 Graf Ernst von Isenburg-Grenzau (1584–1664)
- Philipp (1616–1671), Fürst von Hohenzollern-Hechingen

⚭ 1662 Prinzessin Marie Sidonie von Baden-Rodemachern (1635–1686)